# Juan Pajuelo
Juan Luciano Pajuelo Chávez est un footballeur péruvien, né le 23 septembre 1974 à Lima, qui évoluait au poste de défenseur. Il est actuellement entraîneur.

## Biographie

### Carrière en club
Formé chez les catégories de jeunes de l'Academia Cantolao, il débute lors du Torneo Intermedio de 1993 sous les couleurs de l'Alianza Lima. Prêté au Deportivo Municipal, ses bonnes prestations attirent l'intérêt du rival traditionnel de l'Alianza, l'Universitario de Deportes, qui l'engage et où il se fait un nom en remportant trois championnats consécutifs (1998-1999-2000).
Il tente par la suite sa chance à l'étranger, au Mexique (Bachilleres de Guadalajara, CF Atlas) puis en Argentine (Los Andes, Estudiantes LP), avant de revenir à l'Universitario de Deportes en 2003. Il s'exile une nouvelle fois en 2005, cette fois-ci en Grèce (Ionikos Le Pirée), pour rentrer définitivement au pays en 2007 et jouer tantôt pour des clubs de 1re et 2e division. Il finit sa carrière au José Gálvez FBC et tire sa révérence en 2010.

### Carrière en sélection
International péruvien de 1999 à 2003, Pajuelo représente son pays à 25 reprises (trois buts marqués). Pilier de son équipe lors des éliminatoires de la Coupe du monde 2002 où il dispute toutes les rencontres de qualification, soit 18 matchs (deux buts marqués), il participe aussi à la Copa América 2001 où sa sélection atteint les quarts-de-finale.

#### Buts en sélection
| Buts en sélection de Juan Pajuelo | Buts en sélection de Juan Pajuelo | Buts en sélection de Juan Pajuelo                  | Buts en sélection de Juan Pajuelo | Buts en sélection de Juan Pajuelo | Buts en sélection de Juan Pajuelo | Buts en sélection de Juan Pajuelo |
|                                   | Date                              | Lieu                                               | Adversaire                        | Score                             | Résultat                          | Compétition                       |
| --------------------------------- | --------------------------------- | -------------------------------------------------- | --------------------------------- | --------------------------------- | --------------------------------- | --------------------------------- |
| 1.                                | 29 juin 2000                      | Estadio Olímpico Atahualpa, Quito (Équateur)       | Équateur                          | 1-2                               | 1-2                               | QCM 2002                          |
| 2.                                | 25 avril 2001                     | Estádio do Morumbi, São Paulo (Brésil)             | Brésil                            | 1-1                               | 1-1                               | QCM 2002                          |
| 3.                                | 12 juillet 2001                   | Estadio Olímpico Pascual Guerrero, Cali (Colombie) | Paraguay                          | 2-1                               | 3-3                               | CA 2001                           |

NB : Les scores sont affichés sans tenir compte du sens conventionnel en cas de match à l'extérieur (Pérou-Adversaire).

### Carrière d'entraîneur
Entraîneur-adjoint de l'Universitario de Deportes en 2014 et 2015, il quitte le club en décembre 2015 faute de s'entendre avec l'entraîneur principal de l'équipe, Roberto Chale.
En mars 2016, il est nommé entraîneur de l'Atlético Torino, pensionnaire de deuxième division péruvienne.

## Palmarès(joueur)
| Universitario de Deportes - Championnat du Pérou (3) : - Champion : 1998, 1999 et 2000. |  | Sport Boys - Championnat du Pérou D2 (1) : - Champion : 2009. |